# ニナ・ストイリコビッチ
ニナ・ストイリコビッチ（Nina Stojiljković、1996年9月1日 - ）は、フランスの女子バレーボール選手。ポジションはセッター。フランス代表。

## 来歴
- クラブチーム

パリ出身。2013年、France Avenir 2024へ入団。2014年、VB Nantesへ加入し、3年間プレーした。2017/18シーズンはLevallois Paris Saint-Cloudでプレーした。2018/19シーズンはQuimper Volley 29でプレーした。2019年7月、スロベニアのOK Nova KBM Branikへの入団が発表され、2019/20シーズンのスロベニアリーグでは準優勝した。2020年4月、再びLevallois Paris Saint-Cloudでプレーすることが発表され、正セッターとして活躍した。2021年5月、ヴォレロ・ル・カネへ移籍することが発表され、2021/22シーズンのフランス国内リーグではチームを優勝へ導いた。2022/23シーズンはセルビアのPartizan Beogradでプレーした。2023年6月、ルーマニアのディナモ・ブカレストへの移籍が発表され、2023/24シーズンの途中までプレーした。2023年12月、トルコのÇukurova Belediyesi Spor Kulübüに移籍することが発表された。2024年5月、Aydın Büyükşehir Belediyesporへの移籍が発表された。
- 代表チーム

アンダーカテゴリーの代表として2013年、U-18欧州選手権に出場した。2017年、シニア代表に初選出され、同年のワールドグランプリに出場した。2019年、欧州選手権に出場した。2022年、ヨーロッパリーグで金メダルを獲得し、ベストセッター賞を受賞した。2023年のチャレンジャーカップでは優勝に貢献し、自身もベストセッター賞に選ばれた。同年9月の欧州選手権では6位となった。2024年、ネーションズリーグに出場した。
- 私生活

セルビア出身の両親のもとに生まれ、父はハンドボール選手、母はバレーボール選手としてセルビア代表でプレーしていた。

## 球歴
- ワールドグランプリ - 2017年
- ネーションズリーグ - 2024年
- 欧州選手権 - 2019年、2021年、2023年
- チャレンジャーカップ - 2022年、2023年

## 受賞歴
- 2022年　ヨーロッパリーグ ベストセッター賞
- 2023年　チャレンジャーカップ  ベストセッター賞

## 所属クラブ
- France Avenir 2024（2013-2014年）
- VB Nantes（2014-2017年）
- Levallois Paris Saint-Cloud（2017-2018年）
- Quimper Volley 29（2018-2019年）
- OK Nova KBM Branik（2019-2020年）
- Levallois Paris Saint-Cloud（2020-2021年）
- ヴォレロ・ル・カネ（2021-2022年）
- Partizan Beograd（2022-2023年）
- ディナモ・ブカレスト（2023年）
- Çukurova Belediyesi Spor Kulübü（2023-2024年）
- Aydın Büyükşehir Belediyespor（2024-）